# Acanthodactylus aureus
Acanthodactylus aureus este o specie de șopârle din genul Acanthodactylus, familia Lacertidae, ordinul Squamata, descrisă de Günther 1903. Conform Catalogue of Life specia Acanthodactylus aureus nu are subspecii cunoscute.

## Galerie

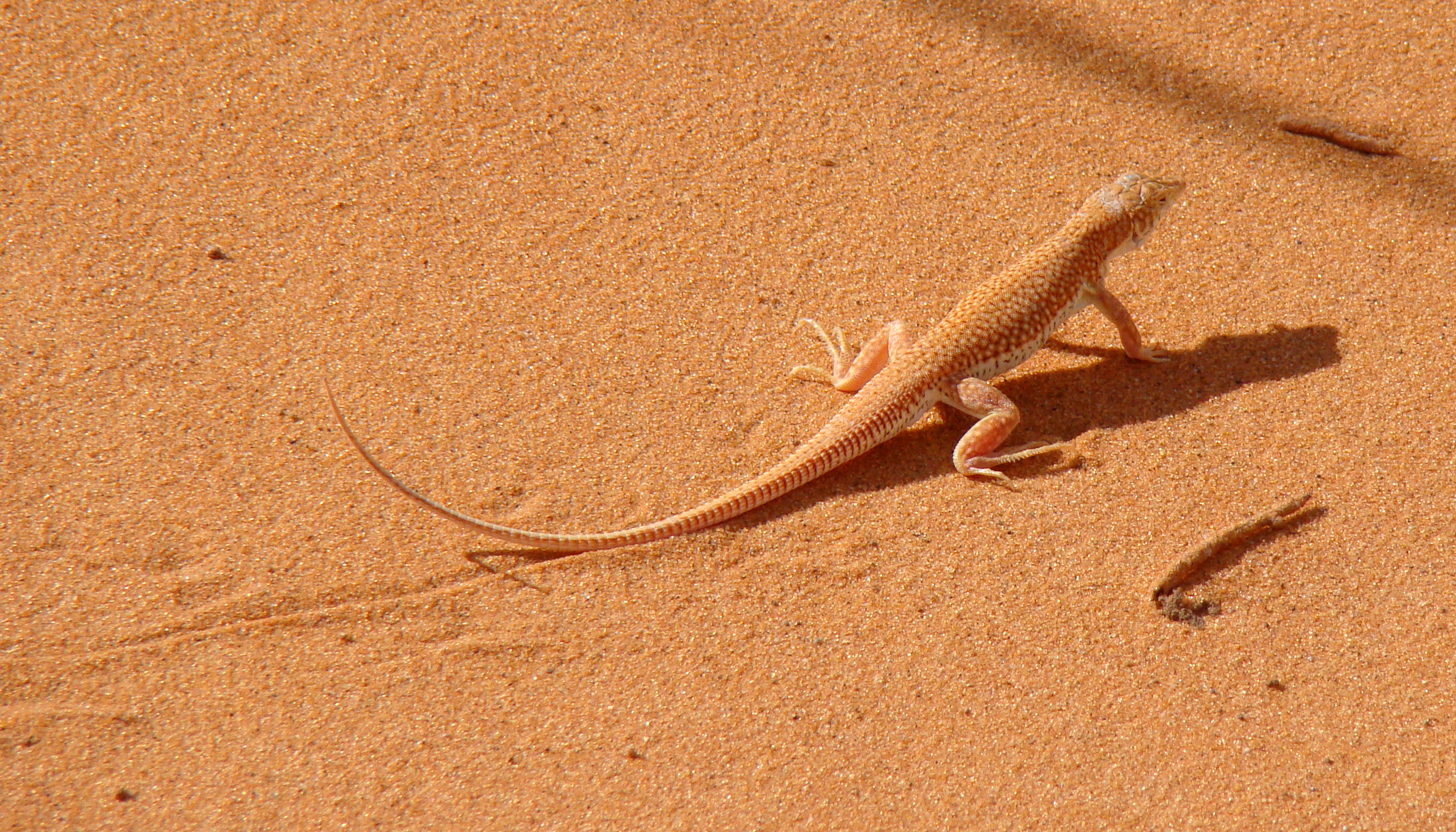
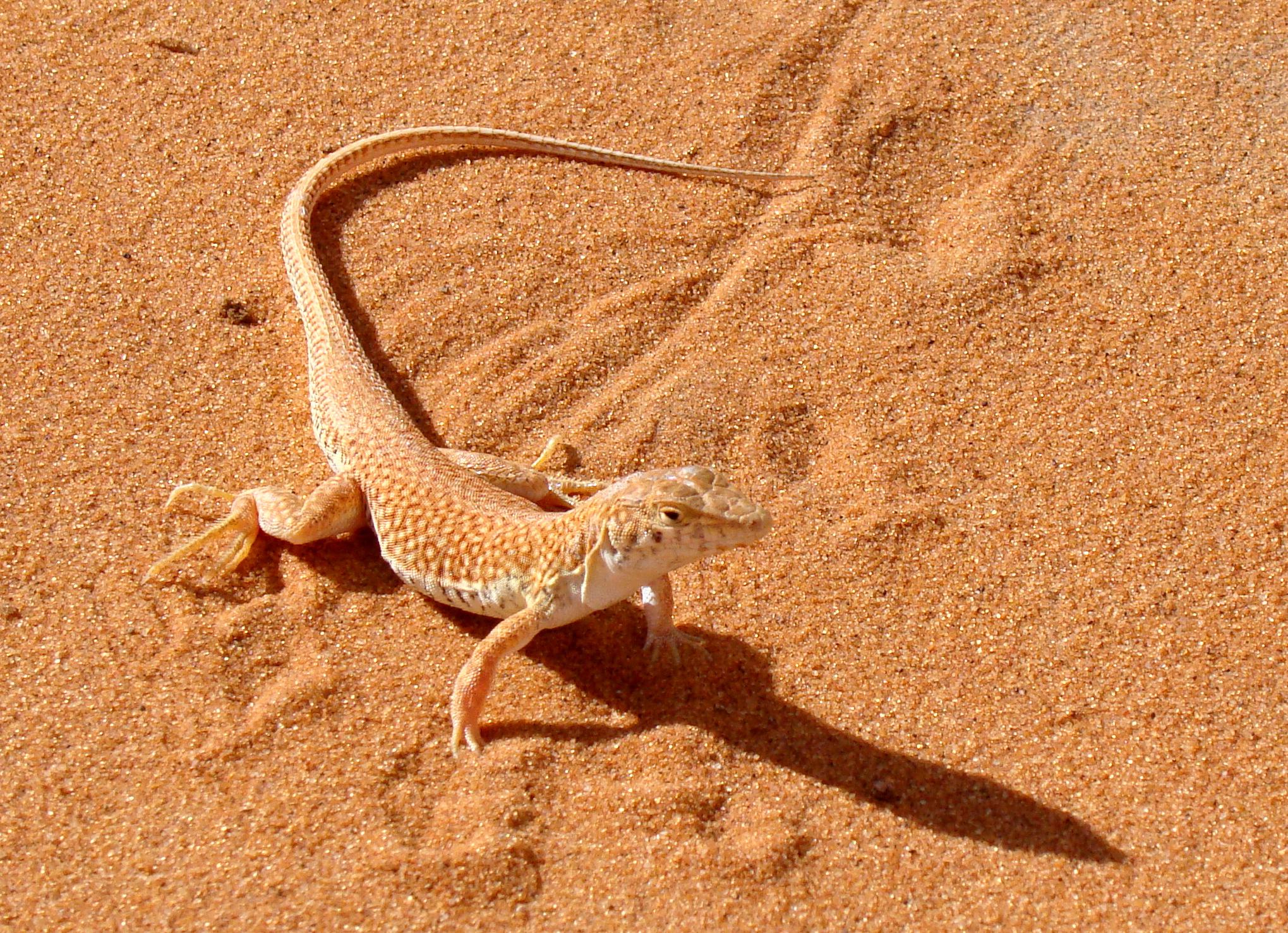